# Pseudolepralia ellisinae
Pseudolepralia ellisinae is een mosdiertjessoort uit de familie van de Pseudolepraliidae. De wetenschappelijke naam van de soort is voor het eerst geldig gepubliceerd in 1941 door Silén.